# Гайдамаки (поема)
«Гайдамаки» — історико-героїчна поема Тараса Шевченка, перший український історичний роман у віршах. За життя Шевченка було три видання поеми: 1841, 1844, 1860 років. Останнє — дуже покраяне цензурою, зокрема майже повністю було вилучено заспів-присвяту В. І. Григоровичу (у першодруці твір мав присвяту «Василию Ивановичу Григоровичу, на память 22-го апреля 1838 года», також вилучену 1860 року).
Перший розділ поеми «Галайда» вперше надруковано в альманасі «Ластівка» 1841 року. Вперше окремим виданням опубліковано 1841 року з незначними цензурними купюрами у Петербурзі.
Поема зображує події народного повстання, Коліївщини, на чолі з М. Залізняком та І. Ґонтою. Масштабність охоплення важливих подій, велика кількість дійових осіб і драматичних картин надають твору характеру епопеї. Шевченко оспівав і звеличив повсталий народ, його волю до боротьби проти соціального і національного гніту, мужність і душевну красу. Вперше у європейському романтизмі оспівано не героїв-одинаків, а народних месників — «громаду в сіряках».

## Сюжет та композиція

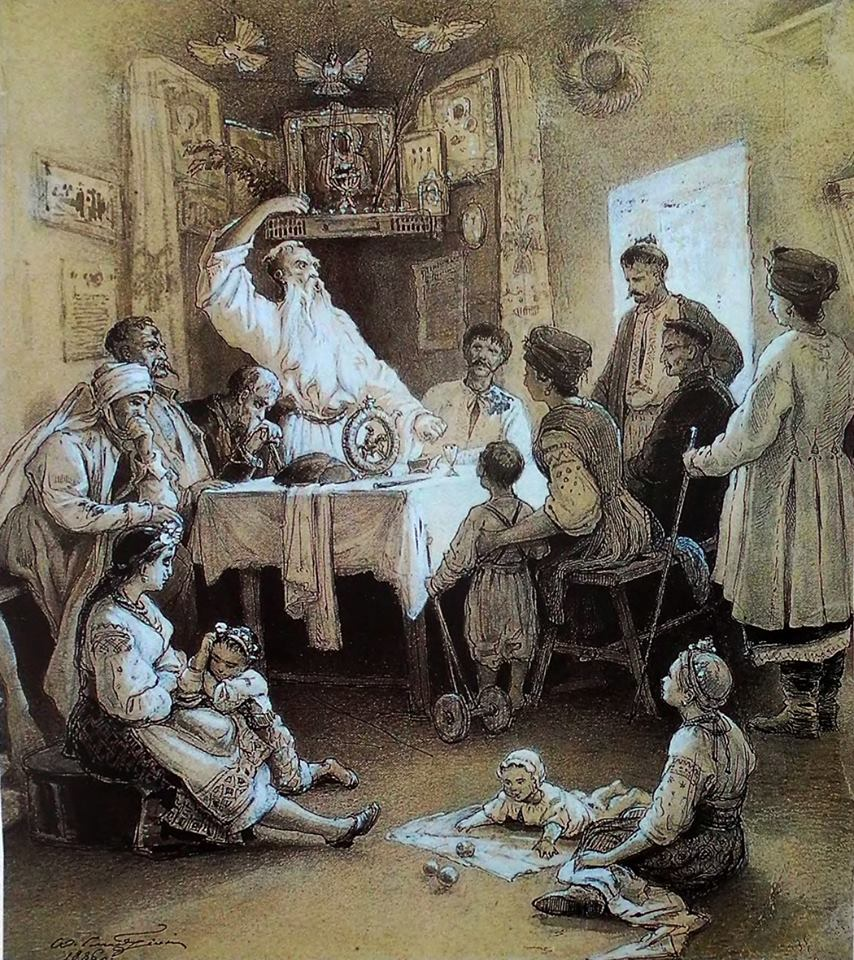
Ілюстрація О. Сластіона до поеми «Гайдамаки».

## Перше видання

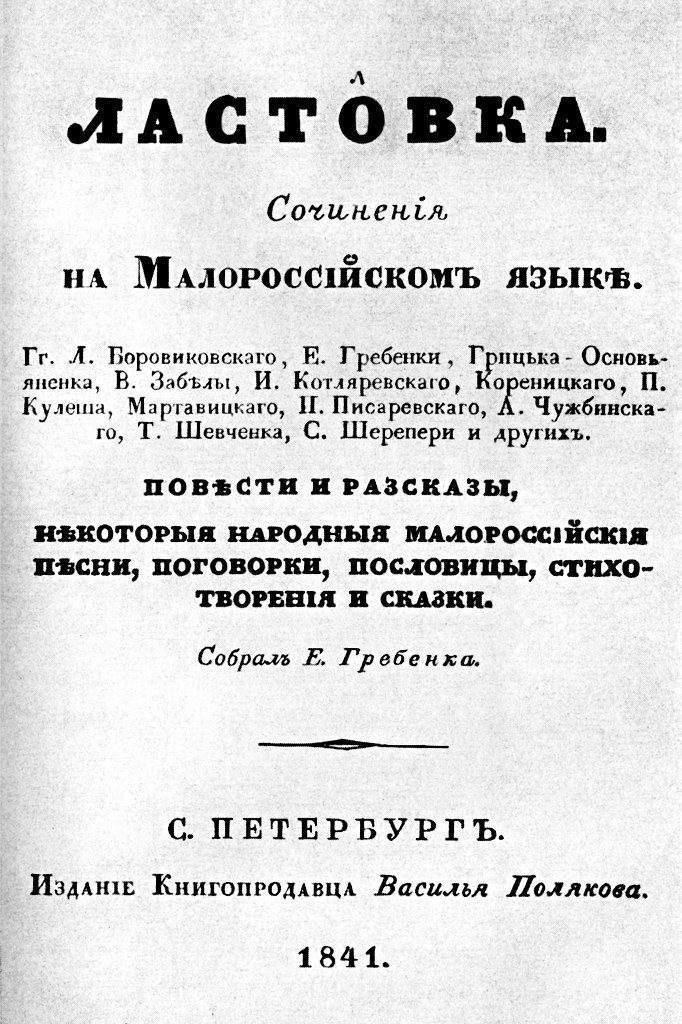
Альманах «Ластівка» 1841 року, де були надруковані «Гайдамаки»